# La poiana vola sul tetto
La poiana vola sul tetto (Last of the Mobile Hot Shots) è un film del 1970 diretto da Sidney Lumet.
È un film drammatico statunitense con James Coburn, Perry Hayes, Robert Hooks e Lynn Redgrave. È basato sull'opera teatrale The Seven Descents Of Myrtle di Tennessee Williams.

## Produzione
Il film, diretto da Sidney Lumet su una sceneggiatura di Gore Vidal con il soggetto di Tennessee Williams (autore dell'opera teatrale), fu prodotto dallo stesso Lumet per la Warner Bros. Pictures e girato a New Orleans e a St. Francisville in Louisiana.

## Distribuzione
Il film fu distribuito con il titolo Last of the Mobile Hot Shots negli Stati Uniti dal 14 gennaio 1970 al cinema dalla Warner Bros. Pictures.
Altre distribuzioni:
- in Germania Ovest il 11 marzo 1980 (Blutsverwandte, in TV)
- in Brasile (Brutalidade Desenfreada)
- in Grecia (O teleftaios klironomos)
- in Turchia (Seks çilginlari)
- in Ungheria (Vérrokonok)
- in Italia (La poiana vola sul tetto)

## Critica
Secondo il Morandini "è uno dei più inutili e slabbrati film di Lumet". La ragione principale risiede nella sceneggiatura che deriva dall'opera di un "commediografo ormai spompato" nel continuo tentare di rendere come tragedia "la patologia biologica e una manieristica poesia del profondo Sud".

## Promozione
La tagline è: "When she married Jeb Stuart Thompson, she didn't know what was expected of her. Now she knew.".